# Canoagem nos Jogos Olímpicos de Verão de 2008 - C-2 1000 m masculino
A competição masculina do C-2 1000m da canoagem nos Jogos Olímpicos de Verão de 2008 foi realizada entre os dias 19 e 23 de agosto de 2008 no Parque Olímpico Shunyi.

## Medalhistas
| Ouro   | BLR Andrei Bahdanovich e Aliaksandr Bahdanovich |
| Prata  | GER Christian Gille e Tomasz Wylenzek           |
| Bronze | HUN György Kozmann e Tamás Kiss                 |

## Resultados

### Eliminatórias
Regras de classificação: 1º ao 3º → Final, os restantes → Semifinal

#### Eliminatória 1
| Pos. | Atletas                                    | País         | Tempo    |    |
| ---- | ------------------------------------------ | ------------ | -------- | -- |
| 1    | Christian Gille, Tomasz Wylenzek           | GER Alemanha | 3:40.939 | QF |
| 2    | Constantin Ciprian Popa, Niculae Flocea    | ROU Romênia  | 3:41.846 | QF |
| 3    | Andrew Russell, Gabriel Beauchesne-Sevigny | CAN Canadá   | 3:43.491 | QF |
| 4    | György Kozmann, Tamás Kiss                 | HUN Hungria  | 3:46.020 | QS |
| 5    | Bertrand Hemonic, William Tchamba          | FRA França   | 3:46.431 | QS |
| 6    | Everardo Cristóbal, Dimas Camilo           | MEX México   | 3:51.684 | QS |
| 7    | Ruslan Dzhalilo, Petro Kruk                | UKR Ucrânia  | 4:06.744 | QS |

#### Eliminatória 2
| Pos. | Atletas                                    | País             | Tempo    |    |
| ---- | ------------------------------------------ | ---------------- | -------- | -- |
| 1    | Andrei Bahdanovich, Aliaksandr Bahdanovich | BLR Bielorrússia | 3:40.369 | QF |
| 2    | Serguey Torres, Karel Aguilar Chacon       | CUB Cuba         | 3:41.171 | QF |
| 3    | Sergey Ulegin, Aleksandr Kostoglod         | RUS Rússia       | 3:41.291 | QF |
| 4    | Chen Zhongyun, Zhang Zhiwu                 | CHN China        | 3:41.658 | QS |
| 5    | Wojciech Tyszynski, Paweł Baraszkiewicz    | POL Polônia      | 3:42.177 | QS |
| 6    | Deyan Georgiev, Adnan Aliev                | BUL Bulgária     | 3:54.111 | QS |

### Semifinal
Regras de classificação: 1º ao 3º → Final, os restantes eliminados
| Pos. | Atletas                                 | País         | Tempo    |    |
| ---- | --------------------------------------- | ------------ | -------- | -- |
| 1    | Wojciech Tyszynski, Paweł Baraszkiewicz | POL Polônia  | 3:42.435 | QF |
| 2    | György Kozmann, Tamás Kiss              | HUN Hungria  | 3:42.482 | QF |
| 3    | Chen Zhongyun, Zhang Zhiwu              | CHN China    | 3:42.619 | QF |
| 4    | Deyan Georgiev, Adnan Aliev             | BUL Bulgária | 3:45.019 |    |
| 5    | Ruslan Dzhalilo, Petro Kruk             | UKR Ucrânia  | 3:46.050 |    |
| 6    | Bertrand Hemonic, William Tchamba       | FRA França   | 3:48.406 |    |
| 7    | Everardo Cristóbal, Dimas Camilo        | MEX México   | 3:49.695 |    |

### Final
| Pos. | Atletas                                    | País             | Tempo    |
| ---- | ------------------------------------------ | ---------------- | -------- |
|      | Andrei Bahdanovich, Aliaksandr Bahdanovich | BLR Bielorrússia | 3:36.365 |
|      | Christian Gille, Tomasz Wylenzek           | GER Alemanha     | 3:36.588 |
|      | György Kozmann, Tamás Kiss                 | HUN Hungria      | 3:40.258 |
| 4    | Constantin Ciprian Popa, Niculae Flocea    | ROU Romênia      | 3:40.342 |
| 5    | Chen Zhongyun, Zhang Zhiwu                 | CHN China        | 3:40.593 |
| 6    | Andrew Russell, Gabriel Beauchesne-Sevigny | CAN Canadá       | 3:41.165 |
| 7    | Wojciech Tyszynski, Paweł Baraszkiewicz    | POL Polônia      | 3:42.845 |
| 8    | Sergey Ulegin, Aleksandr Kostoglod         | RUS Rússia       | 3:44.669 |
| 9    | Serguey Torres, Karel Aguilar Chacon       | CUB Cuba         | 3:48.877 |